# Runaway Totem
Runaway Totem is een Italiaanse rockband die in 1988 werd opgericht in Riva del Garda.
Runaway Totem maakt complexe technische progressieve rock in combinatie met zeuhl. Ze vertoont daarbij tot 2012 invloeden van King Crimson, Magma en Univers Zero. Overeenkomstig de stijl zeuhl hanteren ze soms een eigen taal; ze zijn daarin volgelingen van datzelfde Magma en bijvoorbeeld Amon Düül. Leider van de band is Cahål de Bêtêl, de artiestennaam van Roberto Gottardi. 
De eerste twee muziekalbums werden uitgegeven door het kleine platenlabel Black Widow in Genua. Daarna werden ze door het Frans platenlabel Musea Records uit Metz, gespecialiseerd in progressieve rock, in de gelegenheid gesteld hun muziek te verkopen. Na drie albums (Andromeda, Tep Zepi en Pleroma) hield dat contract op en werden de albums in eigen beheer uitgegeven.

## Muziekalbums
- 1993: Trimegisto
- 1996: Zed
- 1999: Andromeda
- 2002: Tep Epi
- 2003: Plerome
- 2007: Esameron (eerste deel trilogie)
- 2009: Manu Menes (tweede deel trilogie)
- 2010: Al cancelli dell’ombra
- 2011: Le roi du monde (derde deel trilogie)
- 2012: Affreschi e meditazione
- 2017: La tracia
- 2019: Multiversal Matter